# وصیت قوبلای قاآن

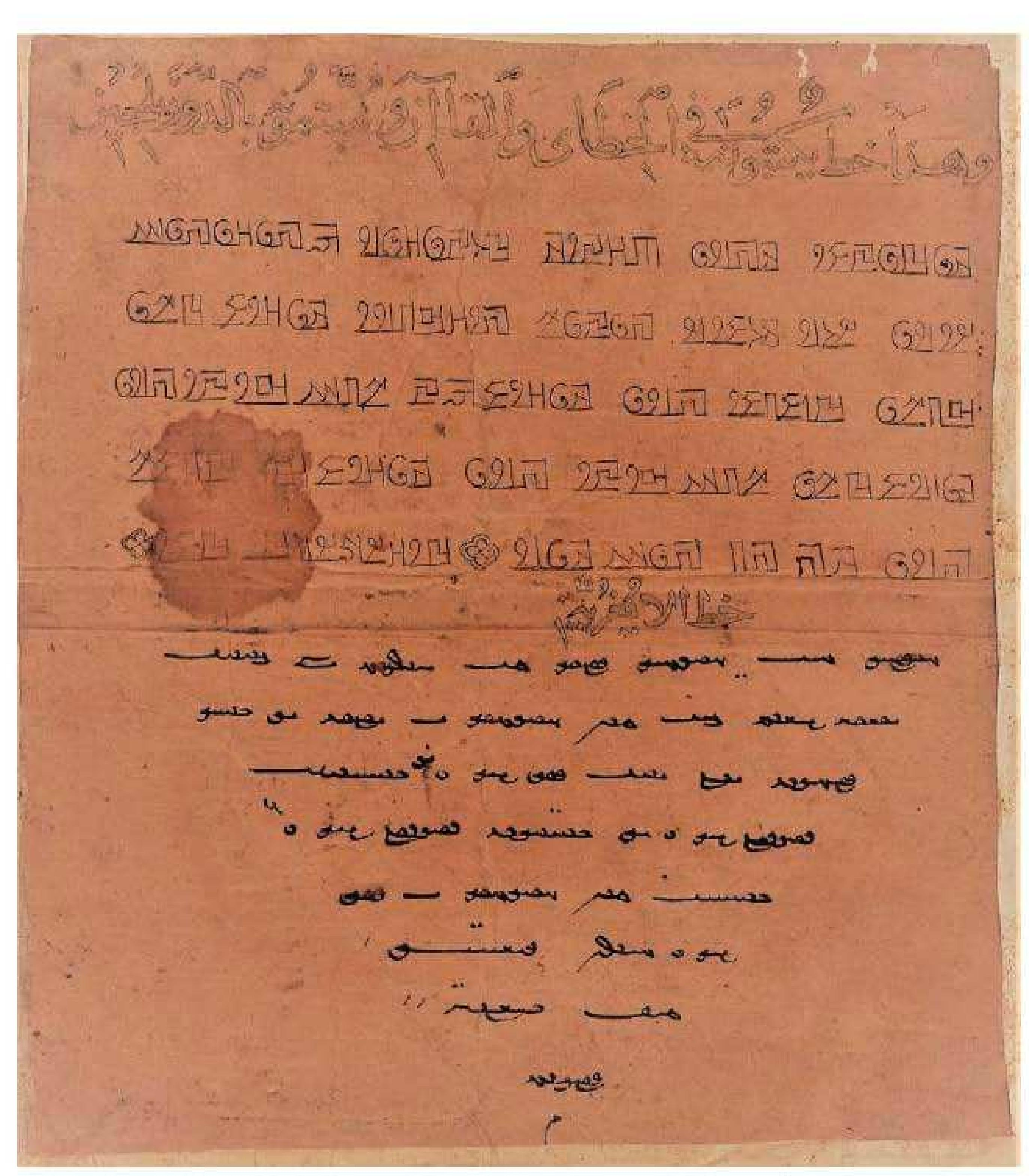
تصویری از نسخهٔ خطی موسوم به وصیت قوبلای قاآن

وصیت قوبلای قاآن یا وصیت قوبلای خان، دست‌نوشته‌ای کوتاه در یک برگ و گنجانده‌شده در یک مرقع با نام «مَجمع‌العجایب» است که امروزه از آن در کتابخانهٔ دانشگاه استانبول نگهداری می‌شود. این اثر مشتمل بر یک متن دو زبانه با مضمونی یکسان دربارهٔ وصیت قوبلای خان به نوادگانش است. بخشی از متن، به زبان مغولی میانه و خطی با نام «دوربِلْجین» (در مغولی به‌معنای چهارگوش) نوشته‌شده، و این سامانهٔ نوشتاری را امروزه بیشتر با نام ʼPhags-pa می‌شناسند. زیر همین بخش، هشت سطر نوشته به خط اویغوری، و به‌صورتی نزدیک به زبان ترکی جغتایی، موسوم به پیشاجغتایی نوشته‌شده است.
با درنظرگرفتن موضوع و نوع خط به‌کاررفته، گمان می‌رود که بخش مغولی در اصل برگرفته از یکی از وقایع‌نگاری‌های دورهٔ دودمان یوآن باشد که بعدتر به ترکی ترجمه‌شده است. نسخهٔ خطی که این متن بر آن آمده، مربوط به سدهٔ ۹ ه‍.ق بوده و منشأ تیموری دارد. این نسخه، نخستین‌بار در سال ۱۹۶۲ در مقاله‌ای، توسط عثمان ندیم تونا و جیمز بوسون مورد معرفی و بررسی قرار گرفت. از دوران حکومت‌های مغولی و ترکی-مغولی در ایران، گرچه آثار تاریخ‌نگارانه‌ای چون آلتان دبتر و جامع‌التواریخ مغولی در منابع غیرمغولی گواهی‌شده، ولی جز نام از آن آثار امروزه چیزی به‌جانمانده است. بدین‌ترتیب سند مذکور تنها نمونهٔ موجود از تاریخ‌نگاری مغولی در ایران به‌حساب می‌آید.
به‌غیر جنبهٔ تاریخ‌نگاری، این نسخه وجهی از ادبیات اندرزی را نیز در خود دارد. شواهد نشان می‌دهند که زمانی، نوعی از ادبیات مغولی با مضامینی آموزشی در ایران وجود داشته است. حمدالله مستوفی در تاریخ گزیده، از فردی با نام «افتخارالدین محمد بکری»، درگذشته در سال ۶۷۸ ه‍.ق یادکرده که کلیله و دمنه را به مغولی برگردانده بود. همچنین در یکی از نسخه‌های تاریخ جهانگشای، تهیه‌شده به‌سال ۷۲۴ ه‍.ق در ماردین، از «محمد سمرقندی»، کاتب این نسخه یک رباعی در ستودن آموختن دانش به زبان و خط مغولی درج‌شده است.
در کنار مغولی، زبان دیگری که در ایران تحت سلطهٔ مغول، تا حدودی به رشد و رواج رسید، زبان ترکی شرقی، و دنبالهٔ آن در دورهٔ تیموری، یعنی ترکی جغتایی بود. مستوفی در تاریخ گزیده، ازجمله آثار محمد بکری، مترجم کلیله و دمنه به مغولی را، ترجمهٔ ترکی سندبادنامه ذکر کرده است. همچنین، نمونه‌هایی از اسناد این زبان از دورهٔ ایلخانی به‌جامانده و ادبیات دورهٔ تیموری آن به‌خوبی شناخته‌شده است. این نوع از ترکی سرانجام به‌دنبال قدرت‌گیری دودمان صفوی در ایران از رواج افتاد و عرصه را به ترکی آذربایجانی واگذار کرد. به‌دنبال این مسئله، خط اویغوری که برای نگارش مغولی و جغتایی کاربرد داشت، نیز در ایران از رونق و رواج پیشین افتاد و به‌کلی منسوخ گشت.

## بخش مغولی
بالای این بخش یک سطر نوشته به زبان عربی آمده و بدین معنی که «و این خط را در خطای و (پیش) قاآن می‌نویسند و آن را دوربلجین می‌خوانند.» به‌دلیل تا حدودی مخدوش بودن انتهای متن این بخش، ابهاماتی برای لاتین‌نویسی و ترجمهٔ صحیح آن وجود دارد.
M1. qubulayi qaʾan-u ǰarliq bol-urun ta ʾuruʾ-ud
M2. min-u mon-a qoyina ʾulus ʾirgen-i quriya-basu
M3. gesü bėye-yi-ʾanu quriya-tala sedgil-i-ʾanu
M4. quriya-basu sedgil-i-ʾanu quriya-ča beya-s-
M5. ʾanu qaʾa ʾeʾüt-kü-n _ bir mahamad bi(či)bayi _قوبلای قاآن فرمانی داد: شما، ای نوادگانم، زمانی‌که پس از من مردم کشور را (به دور خود) گرد آورید، اگر آن زمان، پیش از آن‌که تن‌های مردم را گرد آورید، ذهن‌هایشان را گرد آورید، در روند گردآوری ذهن‌هایشان، (به‌راستی) تن‌هایشان چگونه ایستادگی خواهند کرد؟ _ (این را) پیرمحمد نوشت. _
بخش دوم از سطر پنجم که با دو گل در دست‌نوشته مشخص‌شده را الکساندر ووین، birma hamd b(ol)-bai به‌معنی «فرمان ستودنی را نگاشت» دانسته است. از نظر وی، birma برگرفته از واژهٔ فارسی «فرمان» و hamd برگرفته از واژهٔ عربی «حمد» است.

## بخش ترکی
در توضیح عربی صرفاً به‌عنوان «خط اویغوری» معرفی‌شده و یک م عربی به‌عنوان نشان پایان متن، زیر این بخش آمده است.
T1. qubulai han šuŋqar bol-urta ayṭ-mıš ay men-iŋ
 T2. uruġ-lar-ım män-tin soŋġura ulus-nı yıġ-ar
T3. bol-sa-ŋız el-niŋ boy-ları-nı yıġ-ġınča
T4. köŋgül-läri-ni yıġ-ıŋız köŋgül-läri-ni
T5. yıġ-ġan-tın soŋ-(ġu)ra boy
T6. ları qay-da bar-ġay
T7. te-p yarl(ı)ġ
T8. bol-mıšهنگامی‌که قوبلای خان، شاهین گشت (کنایه از جان سپردن و درگذشتن)، گفت: ای نوادگانم، اگر پس از من مردم را (به دور خود) گرد آورید، پیش از گردآوری تن‌هایشان، ذهن‌هایشان را گرد آورید؛ پس از آن‌که ذهن‌هایشان را گرد آوردید، تن‌هایشان به کجا می‌توانند بروند؟ (پس این) فرمان (او) بود.